# Aschaffenburg
Aschaffenburg è una città extracircondariale della Baviera, in Germania. È situata sulla riva destra del Meno presso la confluenza con lo stretto fiume Aschaff, ai piedi dello Spessart. La città è chiamata "la Nizza bavarese" per il suo clima mite. È pure nota come Tor zum Spessart (porta per lo Spessart). Anche se Aschaffenburg appartiene alla Baviera, gli abitanti sono fieri delle loro origini, e non si sentono bavaresi. La città fece parte lungamente dell'Elettorato di Magonza.

## Storia
Aschaffenburg, chiamata nel Medio Evo Ascapha o Ascaphaburc, era in origine una colonia romana: le legioni romane avevano qui degli accampamenti e sulle rovine del castrum i maestri di palazzo franchi costruirono un castello. Nel VII secolo, la Cosmografia ravennate menziona due insediamenti nella regione: Uburzis (Würzburg) e Ascapha (Aschaffenburg).
San Bonifacio di Magonza eresse una cappella a san Martino di Tours e fondò un monastero benedettino. Un ponte di pietra sul Meno fu costruito dall'arcivescovo di Magonza Villigiso (Willigis) nel 989. L'arcivescovo Adalberto I di Magonza fortificò il centro abitato nel 1122; nel 1144 Aschaffenburg ottenne il diritto ad avere un mercato e nel 1161 l'arcivescovo Enrico III di Virneburg le concesse il privilegio di città.
La città fu teatro della Guerra dei trent'anni, e fu presa più volte dalle diverse coalizioni belligeranti, entrando anche a far parte della Corona di Svezia (1631-1634).
Già parte dell'elettorato di Magonza, nel 1803 fu elevata a principato autonomo e dal 1806 al 1814 governata dall'arcivescovo Karl Theodor Anton Maria von Dalberg. Nel 1810 assunse il nome di granducato di Francoforte e nel 1814 passò alla Baviera.
Tra il 1842 e il 1849 il re Luigi I di Baviera fece costruire ad ovest della città un museo dell'antichità, il Pompejanum, chiamato così per essere un'imitazione della casa di Castore e Polluce a Pompei.
Nel 1904 fu aperta la prima scuola di guida della Germania.
Durante la seconda guerra mondiale la città fu seriamente danneggiata e molti dei monumenti oggi visibili sono ricostruzioni del dopoguerra.

## Monumenti e luoghi d'interesse
Principali monumenti cittadini sono: 
- il castello Johannisburg, costruito (1605 - 1619) dall'arcivescovo Schweikard von Kronberg, che contiene una biblioteca con incunaboli, una collezione di incisioni e pitture;
- la Stiftskirche, cattedrale votata ai santi Pietro e Alessandro, fondata nel 974 da Ottone di Baviera, e ingrandita nel XIII secolo, dove si conserva una tavola di Matthias Grünewald;
- palazzo Schönbusch, alle porte della città, con un parco di 200 ettari;
- il Pompejanum, ricostruzione di un immobile di Pompei.

### Galleria d'immagini

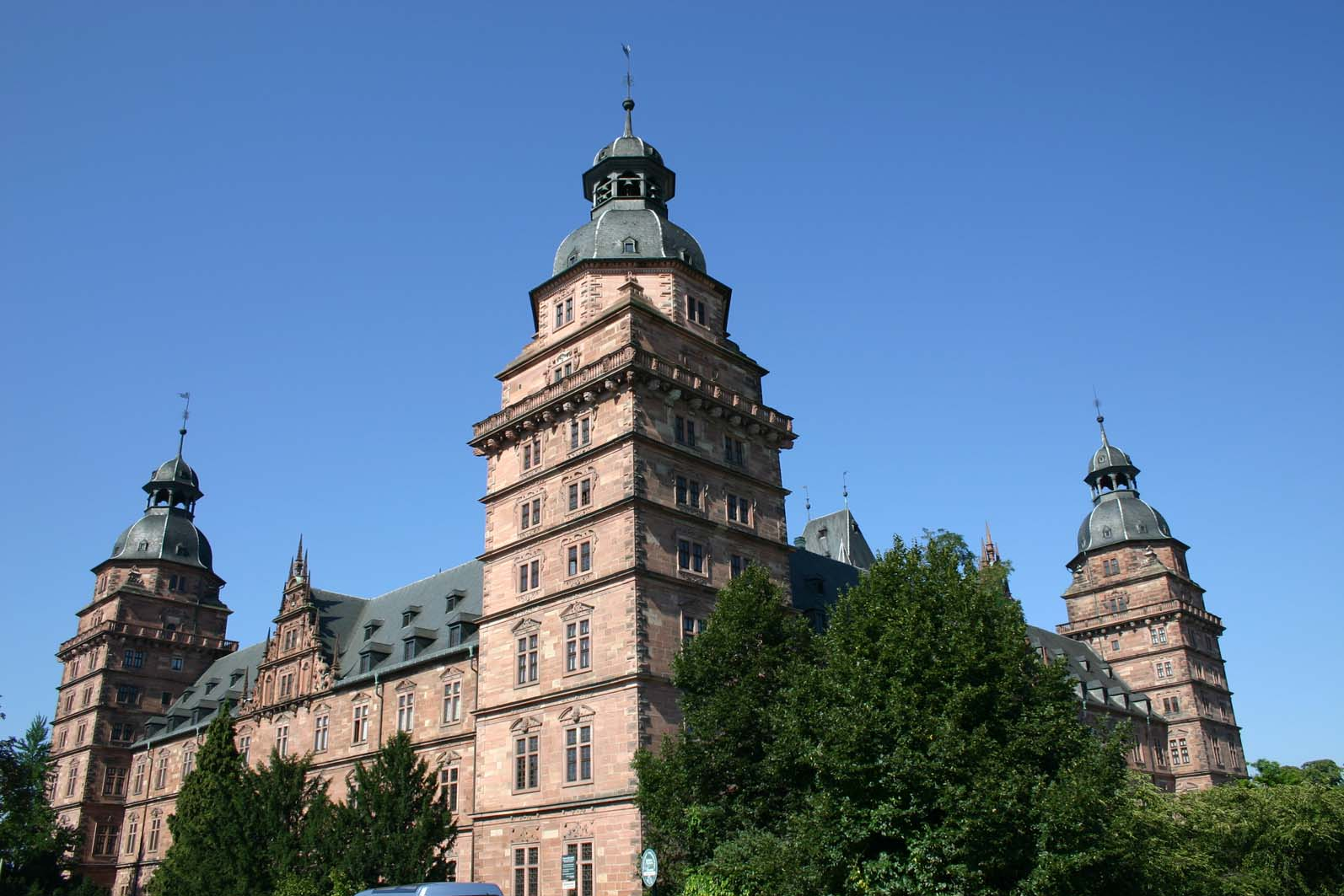
Il Castello di Johannisburg
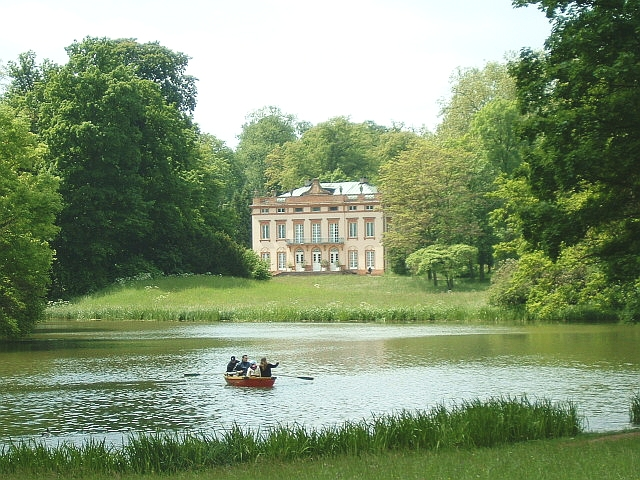
Il Palazzo Schönbusch visto dal parco
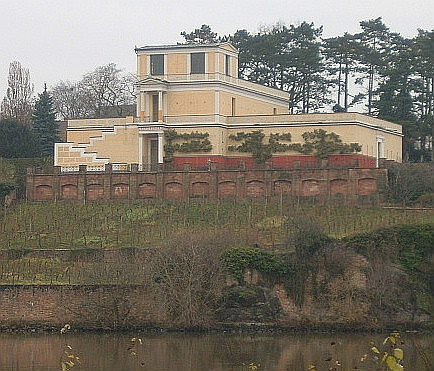
il Pompejanum

## Amministrazione

### Gemellaggi
Aschaffenburg è gemellata con:
- Perth, dal 1956
- Saint-Germain-en-Laye, dal 1975
- Miskolc, dal 1996